# Weißenalbern
Weißenalbern ist eine Ortschaft und eine Katastralgemeinde der Gemeinde Kirchberg am Walde im Bezirk Gmünd in Niederösterreich mit 122 Einwohnern (Stand 1. Jänner 2024).

## Geografie
Das südwestlich von Gmünd liegende Dorf befindet sich nördlich unterhalb des Hirtberges (649 m ü. A.) und entwässert über eine Reihe von Teichen in den Braunaubach. Am 1. April 2020 umfasste die Ortschaft 57 Adressen.

## Geschichte
Die Einwohner waren gut bestiftete Landbauern, deren Gründe aber nur eine mittelmäßige Ertragsfähigkeit aufwiesen, schrieb Schweickhardt. Das Dorf wurde 1690 in einer Feuersbrunst gänzlich zerstört und wieder aufgebaut. Im Jahr 1822 wurde der Ort als Dorf mit 48 Häusern genannt, das über eine Pfarre und eine Schule verfügte. Die Herrschaft Kirchberg am Walde besaß die Ortsobrigkeit, übte die Landgerichtsbarkeit aus und besorgte die Konskription. Die Untertanen und Grundholde des Ortes gehörten den Herrschaft Kirchberg am Walde und der Theresianischen Herrschaft (vormals Propsteiherrschaft Zwettl).
Laut Adressbuch von Österreich waren im Jahr 1938 in der Ortsgemeinde Weißenalbern zwei Gastwirte, ein Gemischtwarenhändler, ein Schmied, ein Schneider, eine Sparkasse und zahllose Landwirte ansässig. Im Rahmen der Niederösterreichischen Kommunalstrukturverbesserung trat die damalige Ortsgemeinde Weißenalbern per 1. Jänner 1971 der Gemeinde Kirchberg am Walde bei.

## Siedlungsentwicklung
Zum Jahreswechsel 1979/1980 befanden sich in der Katastralgemeinde Weißenalbern insgesamt 75 Bauflächen mit 43.189 m² und 91 Gärten auf 31.589 m²; auch 1989/1990 waren es 75 Bauflächen. 1999/2000 war die Zahl der Bauflächen auf 339 angewachsen und 2009/2010 waren es 149 Gebäude auf 318 Bauflächen.

## Landwirtschaft
Die Katastralgemeinde ist landwirtschaftlich geprägt. 585 Hektar wurden zum Jahreswechsel 1979/1980 landwirtschaftlich genutzt und 242 Hektar waren forstwirtschaftlich geführte Waldflächen. 1999/2000 wurde auf 558 Hektar Landwirtschaft betrieben und 262 Hektar waren als forstwirtschaftlich genutzte Flächen ausgewiesen. Ende 2018 waren 545 Hektar als landwirtschaftliche Flächen genutzt und Forstwirtschaft wurde auf 263 Hektar betrieben. Die durchschnittliche Bodenklimazahl von Weißenalbern beträgt 24,3 (Stand 2010).

## Sehenswertes
Die Feste Rauhenstein war ursprünglich ein Wehrbau, der später als Schüttkasten genutzt und 1752 an zwei Bauern verkauft wurde. 